# Platytomus gomyi
Platytomus gomyi är en skalbaggsart som beskrevs av Riccardo Pittino och Mario Mariani 1986. Platytomus gomyi ingår i släktet Platytomus och familjen Aphodiidae. Inga underarter finns listade i Catalogue of Life.